# 클라우스 자술라
클라우스 파트미르 자술라(알바니아어: Klaus Fatmir Gjasula, 1989년 12월 14일 ~ )는 알바니아의 축구 선수이다.